# Воронцовка (Бузулуцький район)
Воронцо́вка (рос. Воронцовка) — село у складі Бузулуцького району Оренбурзької області, Росія.
В цьому селі у період 1941-1943 років проживав евакуйований з Москви з матір'ю майбутній співак та поет Володимир Висоцький.

## Населення
Населення — 144 особи (2010; 186 у 2002).
Національний склад (станом на 2002 рік):
- росіяни — 81 %